# A-TEEN
『A-TEEN』（エーティーン、原題: 에이틴）は、2018年7月1日から9月16日までPLAYLISTで放送されていた韓国のウェブドラマである。

## 登場人物

### 主要人物
ド・ハナ
演 - シン・イェウン
クールに見えるが、実は友達思い。美大への進学を悩んでいる。
キム・ハナ
演 - イ・ナウン（APRIL）
美大入試の準備をしている。ミンと付き合っているとよく誤解される。
ヨ・ボラム
演 - キム・スヒョン
三兄妹の次女。将来の夢はプロゲーマー。
ハ・ミン
演 - キム・ドンヒ
優等生で皆に優しい学校の有名人だが、目は笑っていない。自分の家庭教師に恋をしている。
ナム・シウ
演 - シン・スンホ
バスケ部に所属する無口な青年。ド・ハナのことが好き。
チャ・ギヒョン
演 - リュ・ウィヒョン
ボラムのことが好き。

### カメオ出演
ジェミン（NCT DREAM）
ジェノ（NCT DREAM）

## 音楽

### OST Part.3
| #         | タイトル          | 作詞      | 作曲・編曲 | アーティスト | 時間 |
| --------- | ----------------- | --------- | ---------- | ------------ | ---- |
| 1.        | 「A-TEEN」        |           |            | SEVENTEEN    | 3:49 |
| 2.        | 「A-TEEN」(Inst.) |           |            |              | 3:49 |
| 合計時間: | 合計時間:         | 合計時間: | 3:16       |              |      |

## 日本での放送
- BSフジ：2022年（令和4年）3月18日 - 3月24日